# Burg Planschwitz
Die Burg Planschwitz ist eine abgegangene Gipfelburg auf einem 460 m ü. NN hohen Höhengipfel in der Mitte des Ortsteils Planschwitz der Stadt Oelsnitz/Vogtl. im Vogtlandkreis in Sachsen.

## Lage
Der Burgstall befindet sich in Ortsmitte im Nordosten des ehemaligen Gutes (Rittergut ?) auf einem Felsblock von etwa 15 × 12 m mit 6 m Höhe.

## Geschichte
Die Burg Planschwitz wurde 1297 erstmals im Besitz der Herren von Planschwitz ("Ulricus Saccus de Plonswicz"= Ulrich Sack zu Planschwitz) erwähnt und gehörte wie die nahegelegene Burg Stein zu den landesherrlichen Burganlagen der Herrschaft Plauen.

## Beschreibung und Zustand des Burgstalles (1983)
Schon 1983 schrieb Geupel, dass die Anlage "völlig verschiffen und verändert" worden sei. Von der ehemaligen Burganlage ist nichts mehr erhalten.
Die völlig abgegangene Burg in Gipfellage lag auf einem Felsen, der in NW-SO-Richtung ausgerichtet ist und eine abgerundet-rechteckige Felsklippe von 15 × 12 m und 6 m Höhe bildet. Vor Süd- und Ostseite befinden sich (etwa 1 m tieferliegende) Felsterrassen von 5 m Breite. Eine untere Terrasse im Südosten liegt 2 m tiefer und ist 8 m breit.
Im Areal gemachte Funde stammen aus dem 14. Jahrhundert.
Das Objekt wurde am 15. Oktober 1959 als Bodendenkmal eingetragen.